# José María Espinasa
José María Espinasa és un professor, periodista, escriptor i editor mexicà. Va estudiar cinema i literatura a la Universidad Nacional Autónoma de México. Ha publicat diversos llibres de poemes, entre d'altres, Son de cartón (1979), Cuerpos (1988), Piélago (1990), El gesto disperso (1994) i Escritos en un muro de aire (2005); com també els assaigs Hacia el otro (1988), Cartografías (1989), El tiempo escrito (1995) o Temor de Borges (2003).
Com a periodista ha treballat en nombroses publicacions mexicanes. Va ser cap de redacció de La Jornada semanal del 1990 al 1995 i va fundar i dirigir el suplement Ovaciones en la cultura (1999-2000). També ha dirigit les revistes La orquesta, Casa del tiempo i Nitrato de plata. Com a assessor de relacions culturals, va formar part del Sistema Nacional de Creadors del Consell Nacional per a la Cultura i les Arts del 1994 al 2001.
Veu crítica fonamental de la literatura mexicana, és coordinador de producció editorial a El Colegio de México i director d'Ediciones Sin Nombre. El seu llibre més recent és l'assaig Ramon Xirau, por los jardines del tiempo (2006)